# The Missing Link (film 1917)
The Missing Link è un cortometraggio muto del 1917 diretto da W.P. Kellino.

## Trama
Una vedova tenta di apparire più giovane facendo passare il figlio per un ragazzo. Ma l'inghippo non riesce, perché il figlio è sposato alla figlia del professore.

## Produzione
Il film fu prodotto dalla Homeland.

## Distribuzione
Distribuito dalla Globe, il film - un cortometraggio in tre bobine - uscì nelle sale cinematografiche britanniche nel maggio 1917.